# Trigoniulus uncinatus
Trigoniulus uncinatus är en mångfotingart som beskrevs av Carl Graf Attems 1898. Trigoniulus uncinatus ingår i släktet Trigoniulus och familjen Trigoniulidae. Inga underarter finns listade i Catalogue of Life.